# Fédération d'athlétisme de la République de Moldavie
La Fédération d'athlétisme de la République de Moldavie (en roumain Federația de Atletism din Republica Moldova FAM) est la fédération d'athlétisme de la Moldavie, créée en 1991 et affiliée à l'Association européenne d'athlétisme et à l’IAAF depuis 1993. Son président est Anatolie Bălan.